# Saranda
Saranda (in albanese Sarandë, in greco Aghioi Sarànda, Άγιοι Σαράντα), è un comune albanese situato nella prefettura di Valona, in corrispondenza della costa ionica nel sud dell'Albania.
In italiano era precedentemente conosciuta coi nomi Santi Quaranta (dall'antico monastero sulla collina dei "40 Santi") e, dal 1940 al 1944, Porto Edda (in onore di Edda Ciano); è una delle principali mete turistiche della costa albanese.
In seguito alla riforma amministrativa del 2015, è stato accorpato a Saranda il comune di Ksamil, portando la popolazione complessiva a 20 227 abitanti (dati censimento 2011).

## Etimologia
Il nome della città deriva dal greco  ("Αγιοι Σαράντα", ovvero "quaranta Santi", in riferimento ai Quaranta martiri di Sebaste ai quali era dedicato un monastero bizantino adiacente).

## Geografia fisica
La città si affaccia su una piccola baia aperta verso meridione e circondata da colline, di fronte alla città si estende l'isola greca di Corfù.
Una stretta catena collinare la separa dalle pianure situate ad oriente, la formazione collinare si estende a meridione fino al canale di Vivari e a nord della città si eleva fino ai 600 m di altitudine.
Sulla collina chiamata Mali i Lëkurësit, situata a sud-est del centro cittadino nel medioevo venne eretta una fortezza.

## Società

### Evoluzione demografica
A seconda delle fonti Saranda ha una popolazione fra i 15.500 e i 38 000 abitanti.
Nella città esiste anche una minoranza greca, motivo per cui a Saranda esistono diverse scuole greche.
Parte della popolazione della città, per fuggire all'instabilità politico-economica, è emigrata in Grecia nei primi anni novanta.

## Economia
La fonte di ricchezza principale è costituita dai numerosi turisti, perlopiù albanesi, Saranda è infatti una popolare meta balneare. Negli ultimi anni il turismo ha provocato un boom edilizio, sono sorti numerosi hotel e costruzioni con seconde case.
Tra le mete turistiche più ambite vi sono le rovine di Butrinto, la chiesa bizantina di San Nicola a Mesopotam e la sorgente carsica di Syri i Kaltër.
Da luglio a settembre è attivo un regolare servizio traghetti dal porto di Saranda per Brindisi, che permette di raggiungere il porto di Saranda in 7 ore di navigazione.

## Infrastrutture e trasporti

### Strade
Saranda è interessata dalla strada statale 8 (SH8), nonché dalle strade statali 78, 81, 98 e 99.

### Aeroporti
3,7 km ad est di Saranda è presente l'aviosuperficie di Saranda, attualmente inutilizzata.

## Galleria d'immagini

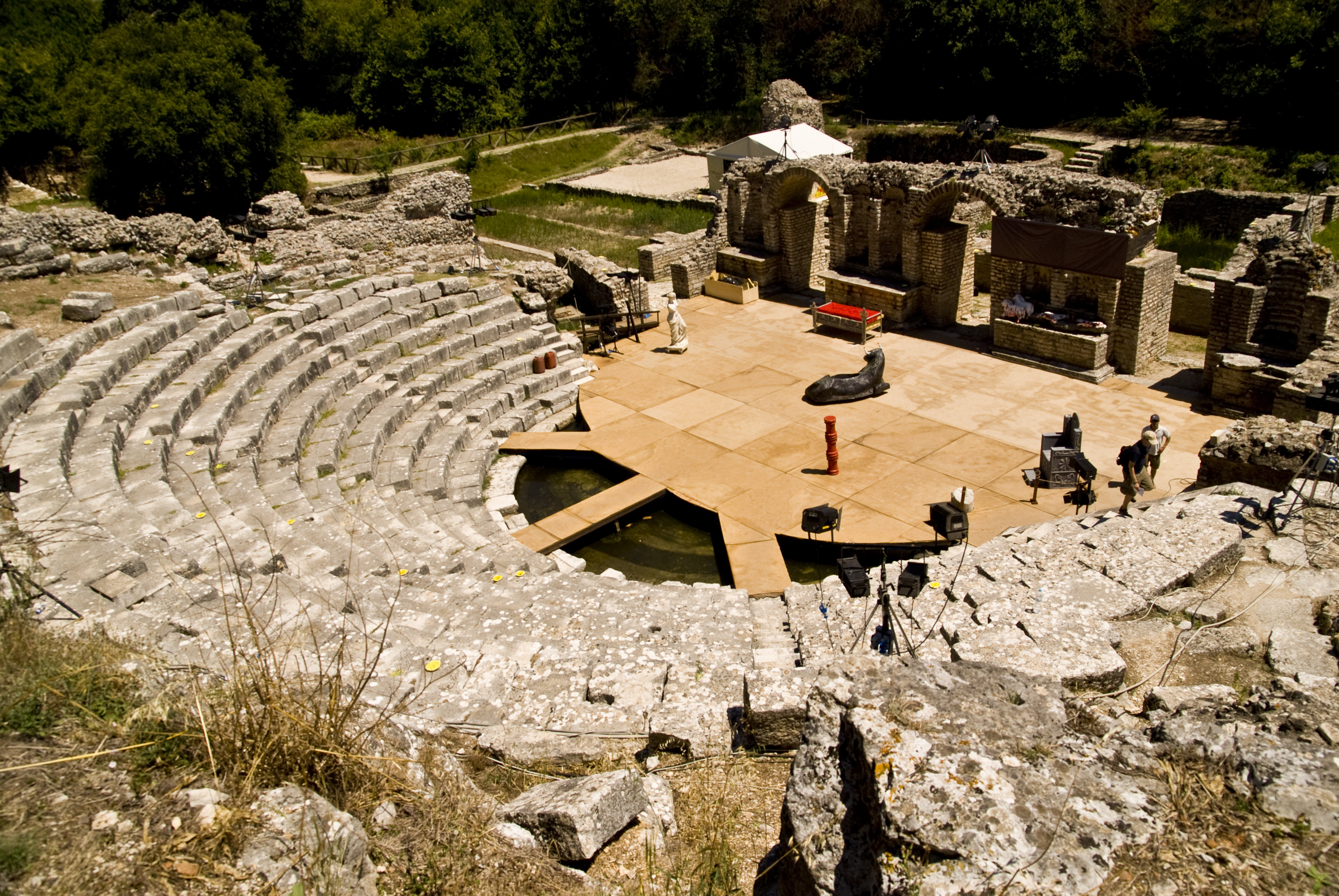
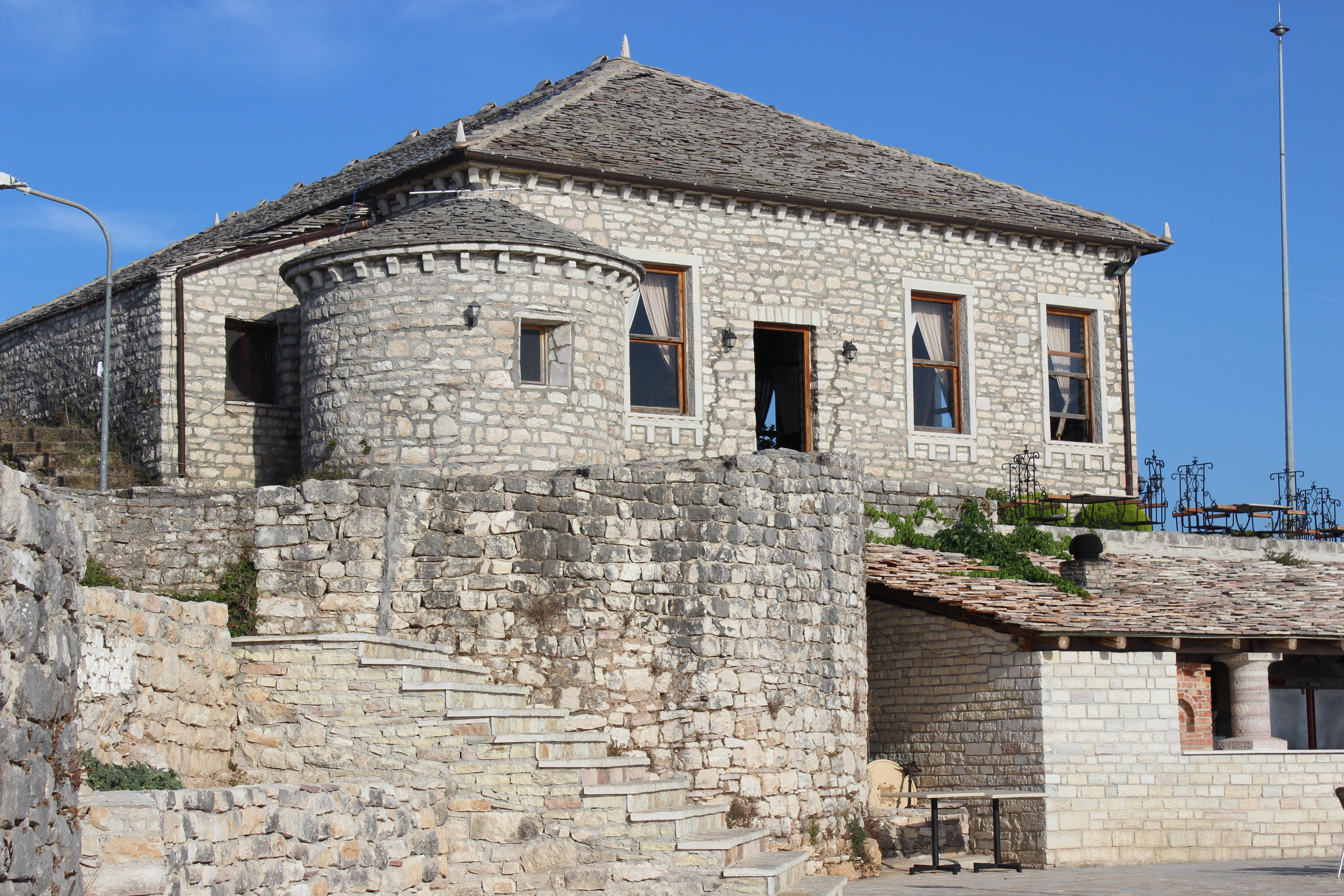
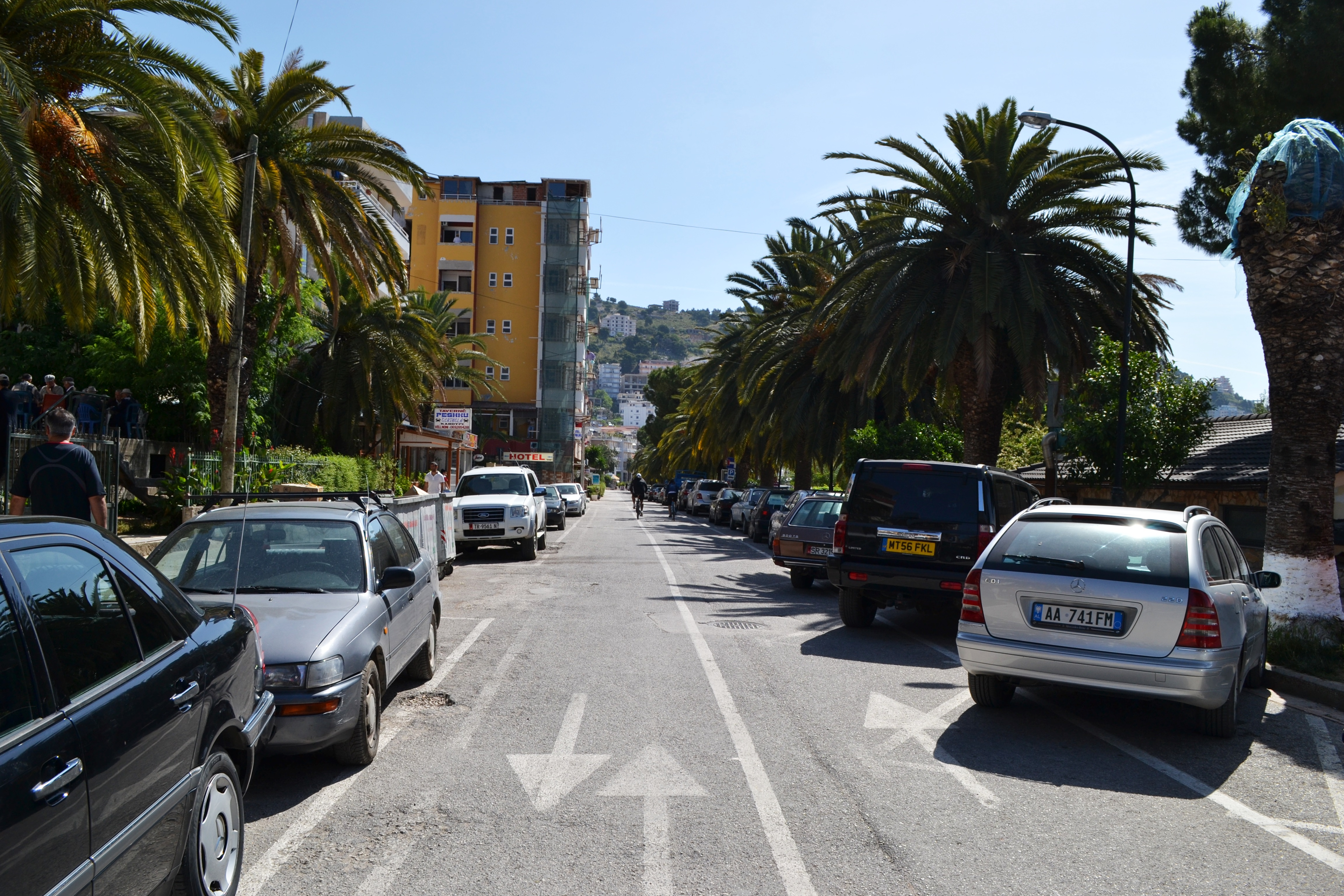
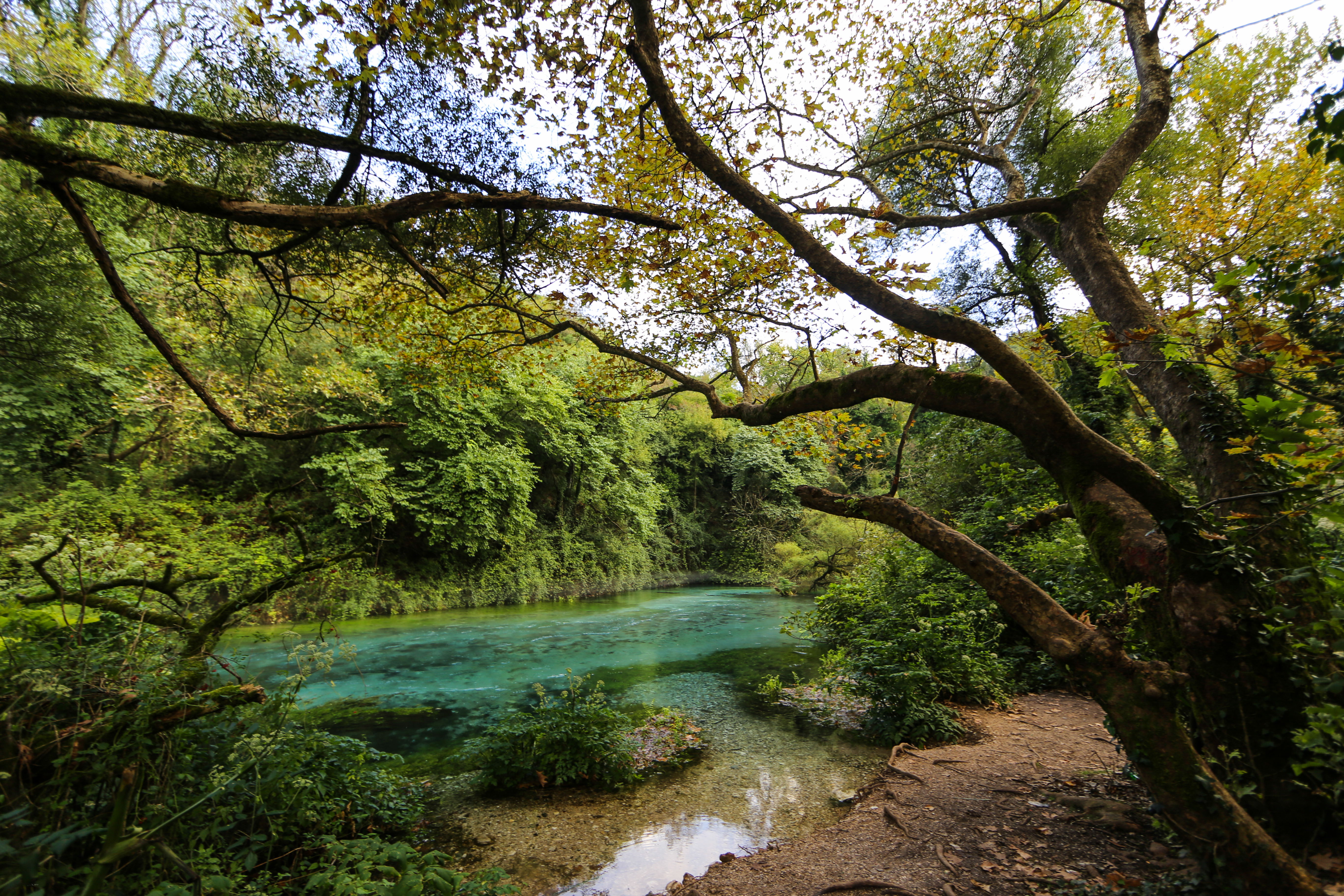
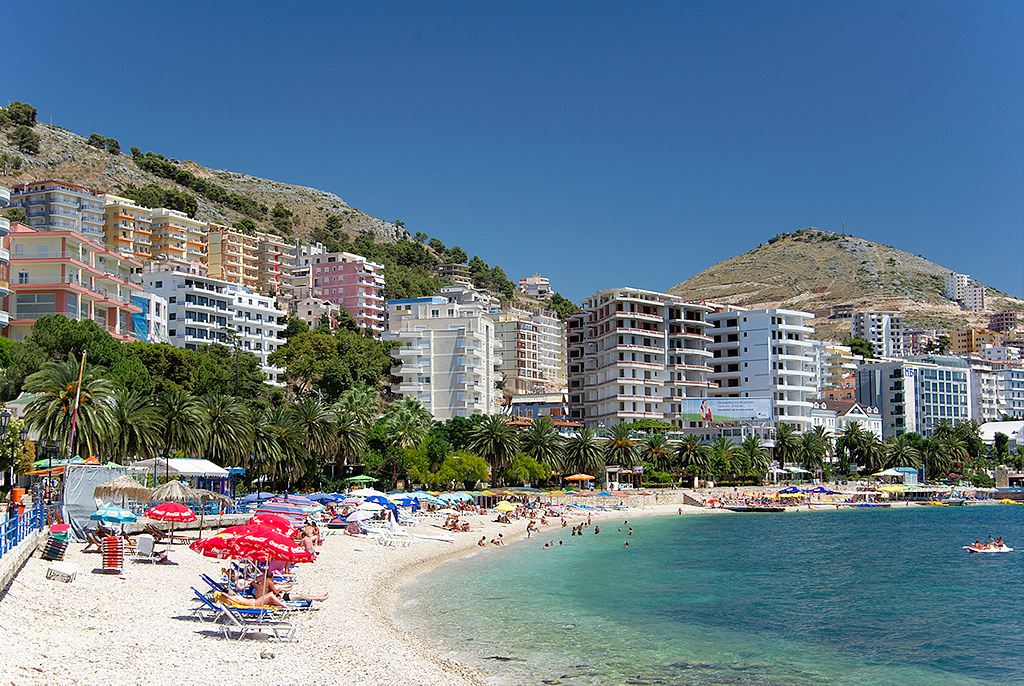
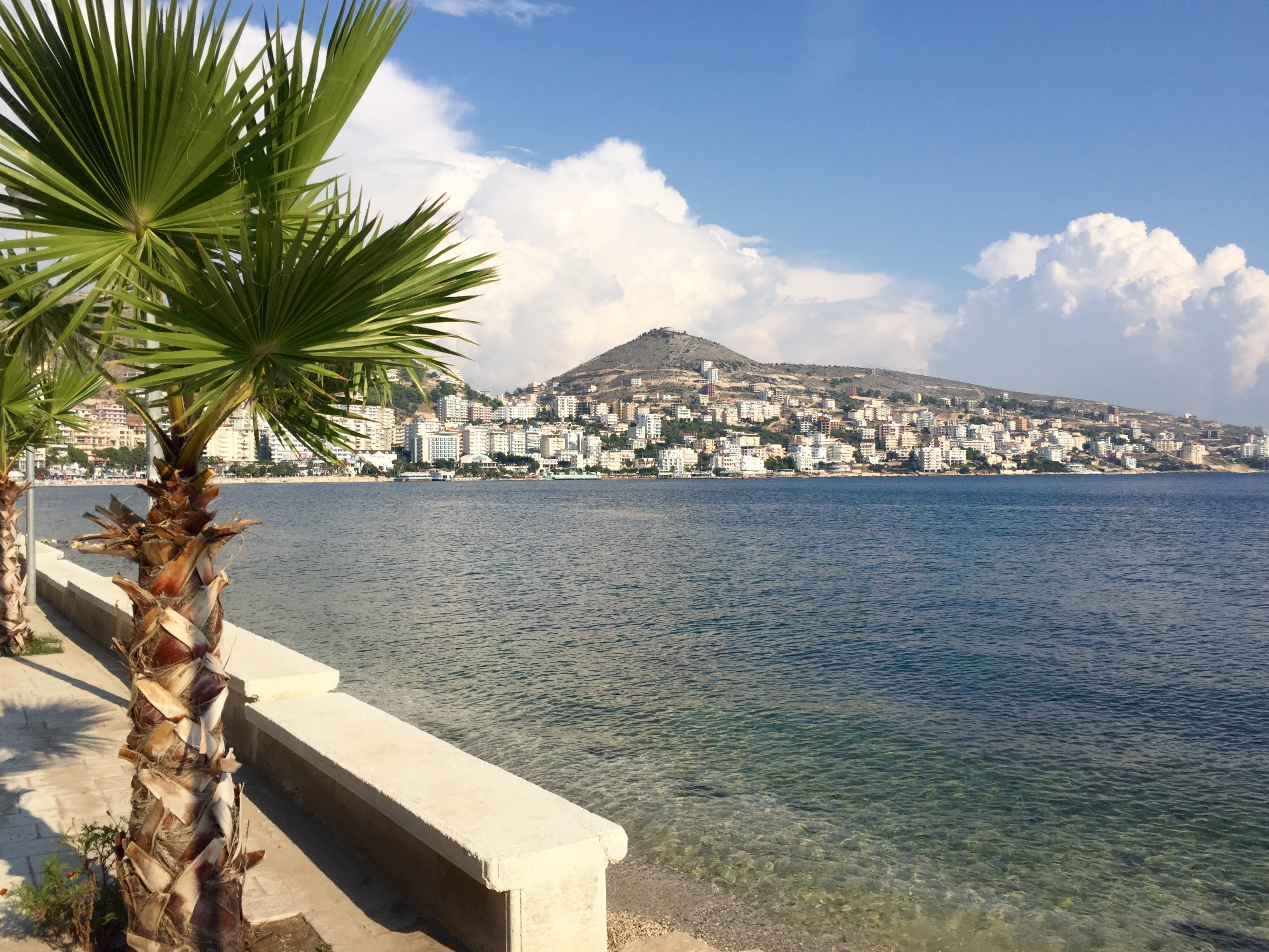